# Église priorale de Saint-Fromond

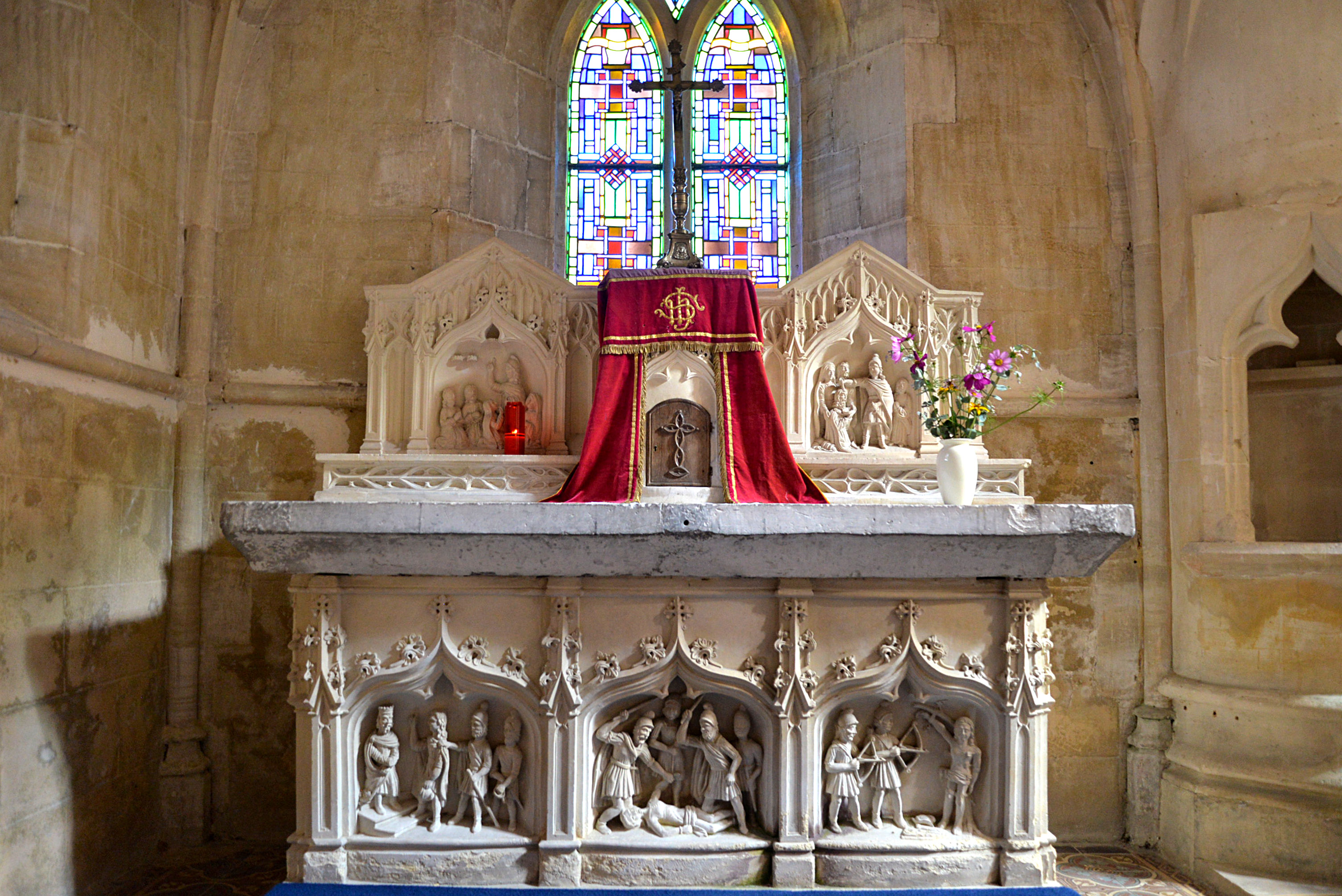
Autel secondaire de l'église.

L'église priorale de Saint-Fromond est un édifice catholique qui se dresse sur le territoire de la commune française de Saint-Fromond, dans le département de la Manche, en région Normandie. Elle est probablement bâtie sur l'emplacement d'une abbaye mérovingienne.
L'église est inscrite aux monuments historiques. Les Amis de l'Abbatiale organisent des manifestations, visites et concerts.

## Localisation
L'église priorale de Saint-Fromond est située, dominant la Vire, sur la commune de Saint-Fromond, au seuil de la presqu'île du Cotentin, dans le département français de la Manche.

## Historique
L'établissement primitif, une abbaye, a sans doute été fondé par Fromond de Coutances qui fut son premier abbé avant d'accéder au siège épiscopal de Coutances. 
Après son décès en 690, Fromond aurait été inhumé dans l'église. Les Vikings, en 871, après avoir remonté la Vire, pillèrent et anéantirent le monastère de Saint-Fromond. C'est probablement vers cette époque que les reliques quittèrent ce lieu.
Après cette période de troubles, l'abbaye est refondée comme collégiale par un acte du duc Richard II de Normandie. En 1021, Robert Ier du Hommet, seigneur du Hommet d'Arthenay, fonde le prieuré bénédictin dépendant de l'abbaye de Cerisy-la-Forêt,.
L'église est dédicacée en 1154. Après un incendie, le chœur et le transept sont rebâtis en style flamboyant à la fin du XVe siècle, vers 1480, la structure ancienne subsistant sous les nouveaux habits. La nef romane, réservée aux paroissiens est détruite en 1766. Il n'en subsiste que l'amorce de la première pile.

## Description
L'église offre beaucoup d'analogie avec le chœur de Vesly et l'église Saint-Pierre de Coutances qui lui sont contemporains.

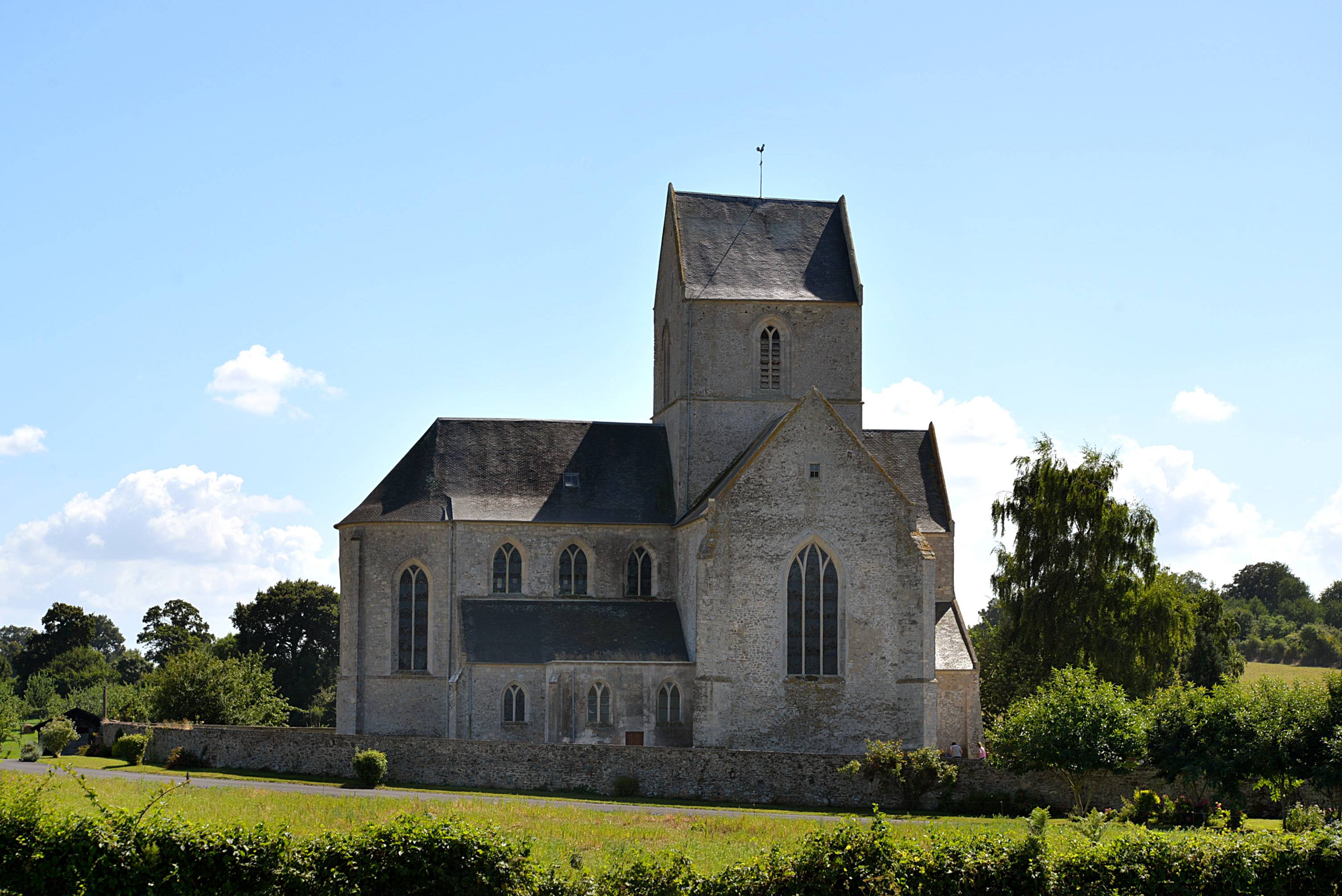
L'église vue nord.
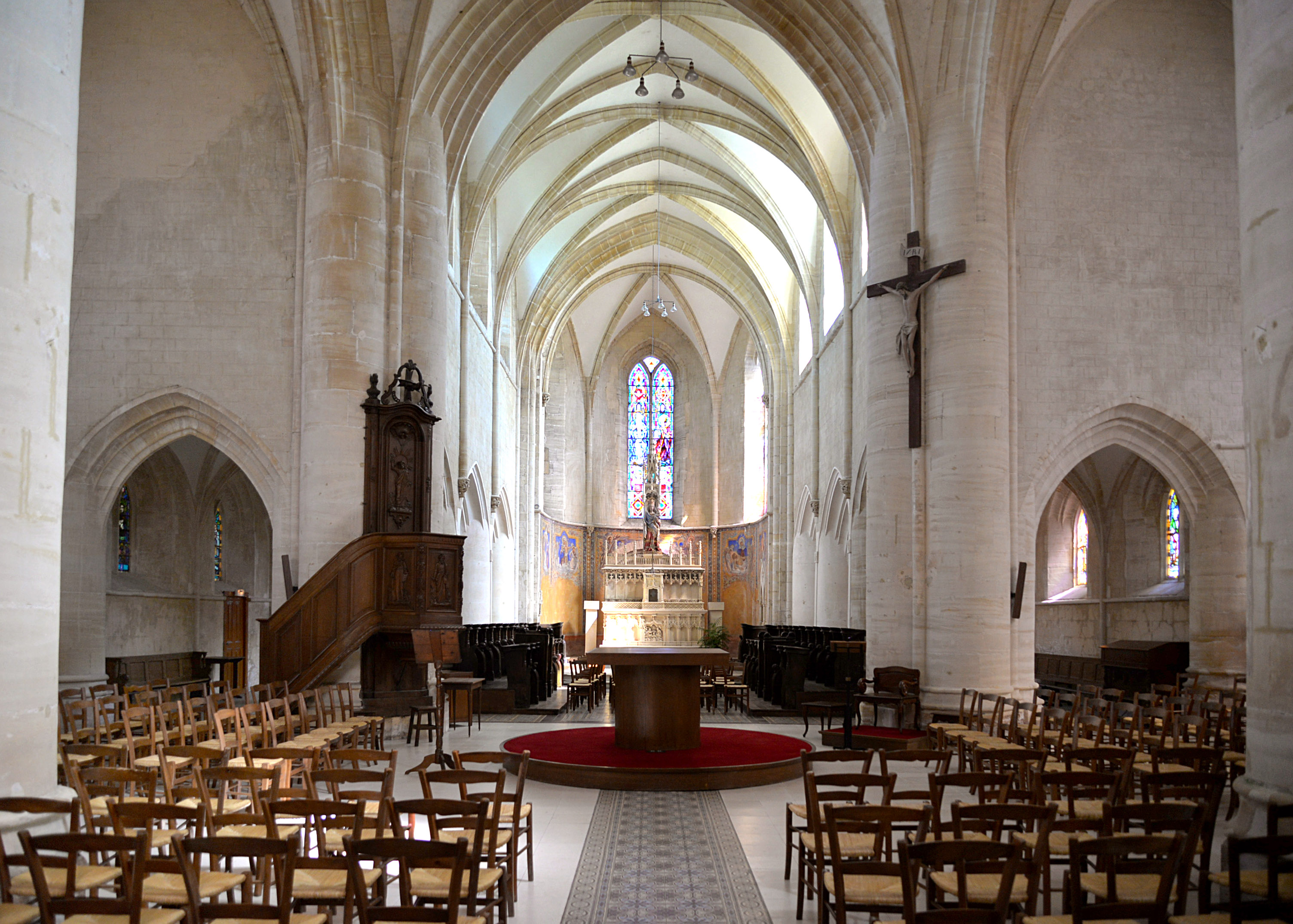
La nef.
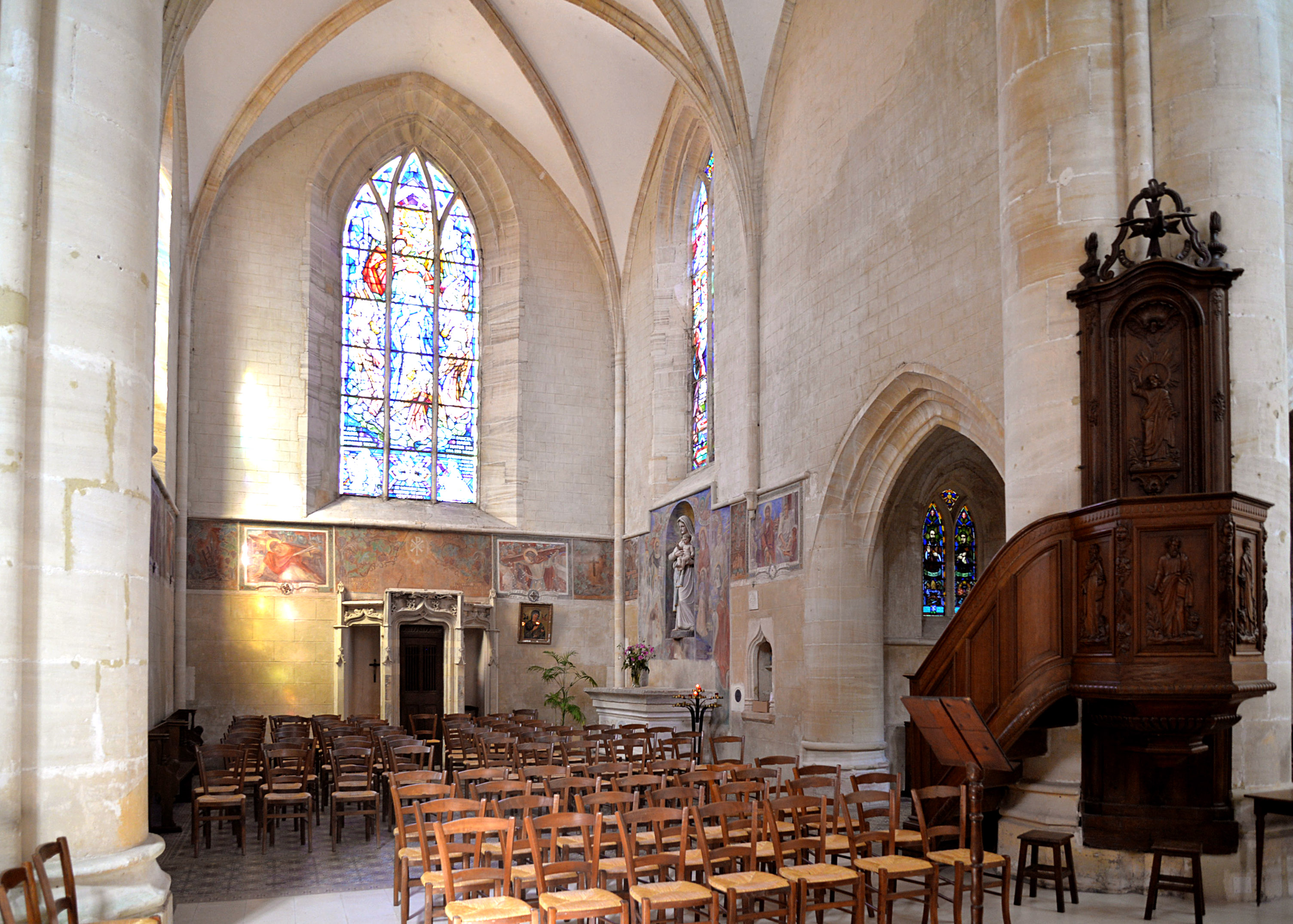
Le transept nord.
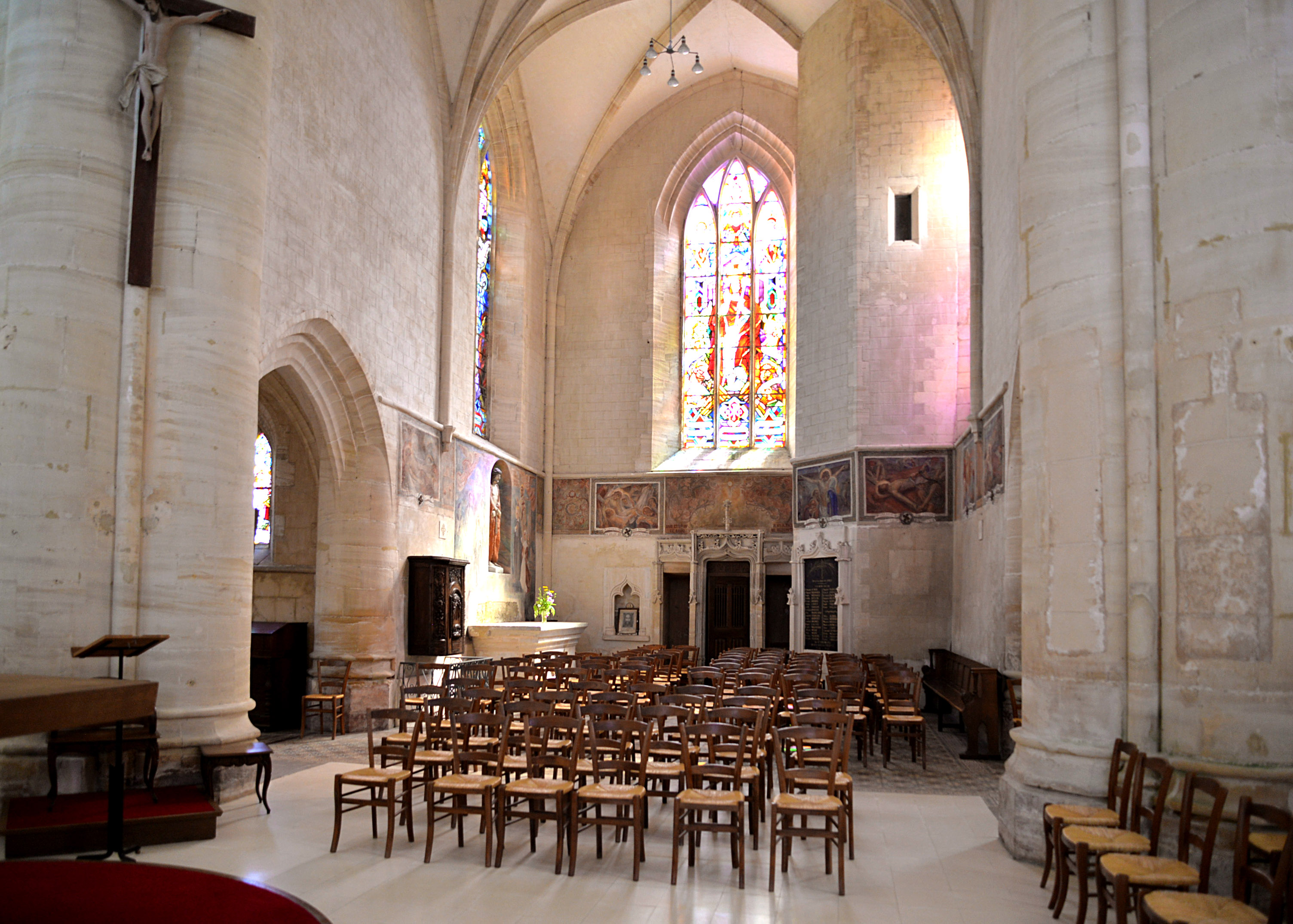
Le transept sud.

## Protection
L'église en totalité, ainsi que les sols d'assiette de l'ancien cimetière sont inscrits au titre des monuments historiques par arrêté du 23 novembre 2004.

## Mobilier
Les stalles dans le chœur, œuvres des huchiers de Cerisy-la-Forêt, sont classées au titre objet depuis le 13 avril 1905. L'édifice abrite également des anciens fonts baptismaux du XVIe siècle, une Vierge à l'Enfant du XVIIe siècle, une verrière du XXe siècle de Dubois père et fils.